# Staro Zmirnowo
Staro Zmirnowo lub Staro Zmirnovo (maced. Старо Змирново) – wieś w południowej Macedonii Północnej, w pobliżu drugiego co do wielkości miasta tego kraju – Bitoli.
Osada wchodzi w skład gminy Bitola.